# まつおりかこ
まつお りかこ（1989年 - ）は、日本の絵本作家・イラストレーター。2014年にデビュー。

## 概要
大分県生まれ、東京都育ち。女子美術大学の版画コース卒業。喜怒哀楽の表情が豊かな動物が特徴である。

## 著書
- 『あめのひのえんそく』（2014年、岩崎書店）
- 『おふろだいすき！ しろくまきょうだい』（2015年、教育画劇）
- 『いっしょにあそぼう いない いない ばあ！』（2017年、永岡書店）
- 『ねんねのじかん ねてるこ だあれ？』（2017年、永岡書店）
- 『たからもののあなた』（2017年、岩崎書店）
- 『レトリバーきょうだいのケーキやさん ロッタのプレゼント』（2017年、PHP研究所）
- 『ごはんは なあに？いただきまーす！』（2018年、永岡書店）
- 『いつつごうさぎのきっさてん』（2020年、岩崎書店）
- 『はい どうぞ なかよくあそぼう』（2020年、永岡書店）
- 『あっぷっぷ！ にらめっこしましょ』（2020年、永岡書店）
- 『すてきなおくりもの なかみは な〜に？』（2020年、永岡書店）
- 『いつつごうさぎとうみのほうせき』（2021年、岩崎書店）
- 『もりの ようふくやさん きせかえシールえほん まんげつのよるの ぶとうかい』（2021年、宝島社）
- 『ピカチュウと はじめてのともだち モンポケえほんシリーズ』（2021年、小学館）
- 『ピカチュウと よるのたんけん モンポケえほんシリーズ』（2022年、小学館）
- 『わんわん にゃーにゃー どうぶついっぱい』（2022年、東京書店）
- 『いつつごうさぎとゆきのもり』（2022年、岩崎書店）
- 『いつつごうさぎ おりがみ』（2023年、岩崎書店）
- 『いつつごうさぎとゆきのもり ARキャラクター特典付き』（2023年、岩崎書店）
- 『こうさぎチロルのすてきないちにち』（2023年、東京書店）
- 『いつつごうさぎ いちごメモリーカード』（2024年、岩崎書店）
- 『にこにこいっぱい あいうえお はじめてのひらがな絵本』（2024年、永岡書店）
- 『ピカチュウと うみのたからさがし モンポケえほんシリーズ』（2025年、小学館）